# Saison 4 de Californication
Chronologie
Saison 3 Saison 5
Cet article présente le guide des épisodes de la quatrième saison de la série télévisée américaine Californication.

## Généralités
- Cette quatrième saison est composée de douze épisodes.

### Synopsis
Hank Moody est un romancier new-yorkais exilé à Los Angeles, et séparé de Karen, la mère de sa fille Becca, âgée de 12 ans. Perturbé par sa situation familiale et par son absence d'inspiration, il se réconforte dans la consommation immodérée d'alcool, de drogues en tout genre et des nombreuses femmes tombées sous son charme. Désabusé et sarcastique, il ne peut s'empêcher de dire toutes les vérités qui lui viennent à l'esprit, et ce, en toutes circonstances et à n'importe qui, n'ayant que très peu de respect pour les conventions de la bourgeoisie californienne. Hank est auto-destructeur, mais dans le fond il ne cherche qu'à récupérer Karen et à vivre une vie de famille tranquille…

## Distribution

### Acteurs principaux
- David Duchovny (VF : Georges Caudron) : Hank Moody
- Natascha McElhone (VF : Danièle Douet) : Karen van der Beek
- Evan Handler (VF : Xavier Fagnon) : Charlie Runkle
- Madeleine Martin (VF : Léopoldine Serre) : Rebecca Moody alias « Becca »
- Pamela Adlon (VF : Marie Vincent) : Marcy Runkle

### Acteurs récurrents
- Madeline Zima (VF : Caroline Victoria) : Mia Lewis
- Carla Gallo (VF : Laura Préjean) : Daisy
- Kathleen Turner (VF : Anne Jolivet) : Sue Collini
- Carla Gugino (VF : Marjorie Frantz) : Abby Rhodes
- Stephen Tobolowsky (VF : Bernard Alane) : Stu Beggs
- Rob Lowe (VF : Bruno Choël) : Eddie Nero
- Addison Timlin (VF : Fily Keita) : Sasha Bingham
- Zoë Kravitz (VF : Alice Taurand) : Pearl

## Épisodes
Plusieurs titres francophones des épisodes existent. Les titres indiqués correspondent à ceux utilisés dans le pays de première diffusion en français.

### Épisode 1:Nudité gratuite
- États-Unis : 9 janvier 2011 sur Showtime
- Suisse : 22 mai 2011 sur TSR1[1]
- France : 
  - 13 juin 2011 sur Paris Première[2]
  - 9 novembre 2012 sur M6
- Québec : 31 janvier 2014 sur V[3]
- Belgique : sur Be Séries

- États-Unis : 848 000 téléspectateurs[4] (première diffusion)
- France : 0,95 million de téléspectateurs[réf. souhaitée] (première diffusion)

### Épisode 2:Pilule amère
- États-Unis : 16 janvier 2011 sur Showtime
- Suisse : 29 mai 2011 sur TSR1[5]
- France : 
  - 13 juin 2011 sur Paris Première[2]
  - 9 novembre 2012 sur M6
- Québec : 7 février 2014 sur V

- États-Unis : 554 000 téléspectateurs[6] (première diffusion)
- France : 0,65 million de téléspectateurs (première diffusion)

- Zakk Wylde

### Épisode 3:Mensonge pieux
- États-Unis : 23 janvier 2011 sur Showtime
- Suisse : 5 juin 2011 sur TSR1[7]
- France : 
  - 13 juin 2011 sur Paris Première[2]
  - 16 novembre 2012 sur M6
- Québec : 14 février 2014 sur V

- États-Unis : 432 000 téléspectateurs[8] (première diffusion)

### Épisode 4:Le Milliardaire, son singe et ses épouses
- États-Unis : 30 janvier 2011 sur Showtime
- Suisse : 12 juin 2011 sur TSR1[9]
- France : 
  - 13 juin 2011 sur Paris Première[2]
  - 16 novembre 2012 sur M6
- Québec : 21 février 2014 sur V

- États-Unis : 645 000 téléspectateurs[10] (première diffusion)

### Épisode 5:Mama Mia!
- États-Unis : 6 février 2011 sur Showtime
- France : 
  - 19 juin 2011 sur Paris Première[2]
  - 23 novembre 2012 sur M6
- Suisse : 19 juin 2011 à 23h55 sur TSR1[11]
- Québec : 28 février 2014 sur V

- États-Unis : 418 000 téléspectateurs[12] (première diffusion)

### Épisode 6:Du côté obscur
- États-Unis : 13 février 2011 sur Showtime
- France : 
  - 19 juin 2011 sur Paris Première[2]
  - 23 novembre 2012 sur M6
- Suisse : 26 juin 2011 sur TSR1[13]
- Québec : 7 mars 2014 sur V

- États-Unis : 520 000 téléspectateurs[14] (première diffusion)

### Épisode 7:La Guerre du Golf
- États-Unis : 20 février 2011 sur Showtime
- France : 
  - 19 juin 2011 sur Paris Première[2]
  - 30 novembre 2012 sur M6
- Suisse : 3 juillet 2011 sur TSR1[15]
- Québec : 14 mars 2014 sur V

- États-Unis : 550 000 téléspectateurs[16] (première diffusion)
- France : 0,80 million de téléspectateurs (première diffusion)

- Alan Dale (VF : Igor De Savitch) (l'avocat Lloyd Alan Phillips, Jr.)

### Épisode 8:Zombie
- États-Unis : 27 février 2011 sur Showtime
- France : 
  - 19 juin 2011 sur Paris Première[2]
  - 30 novembre 2012 sur M6
- Suisse : 10 juillet 2011 sur TSR1[17]
- Québec : 21 mars 2014 sur V

- États-Unis : 513 000 téléspectateurs[18] (première diffusion)
- France : 0,40 million de téléspectateurs (première diffusion)

### Épisode 9:Encore une journée parfaite
- États-Unis : 6 mars 2011 sur Showtime
- France :
  - 26 juin 2011 sur Paris Première[2]
  - 7 décembre 2012 sur M6
- Suisse : 17 juillet 2011 sur TSR1[19]
- Québec : 28 mars 2014 sur V

- États-Unis : 469 000 téléspectateurs[20] (première diffusion)
- France : 0,82 million de téléspectateurs (première diffusion)

### Épisode 10:Pendez-le haut et court
- États-Unis : 13 mars 2011 sur Showtime
- France :
  - 26 juin 2011 sur Paris Première[2]
  - 7 décembre 2012 sur M6
- Suisse : 24 juillet 2011 sur TSR1[21]
- Québec : 4 avril 2014 sur V

- États-Unis : 633 000 téléspectateurs[22] (première diffusion)
- France : 0,50 million de téléspectateurs (première diffusion)

### Épisode 11:Incroyablement Triste
- États-Unis : 20 mars 2011 sur Showtime
- France :
  - 26 juin 2011 sur Paris Première[2]
  - 14 décembre 2012 sur M6
- Suisse : 31 juillet 2011 sur TSR1[23]
- Québec : 11 avril 2014 sur V

- États-Unis : 369 000 téléspectateurs[24] (première diffusion)
- France : 0,75 million de téléspectateurs (première diffusion)

Le verdict du procès est finalement tombé: Hank est reconnu coupable de détournement de mineur - ce qui est assimilé à un viol. Mais il est contraint d'attendre quelques jours de plus avant de connaître sa peine.
Inquiet à l'idée d'être enfermé en prison pendant plusieurs années, il décide de jouir coûte que coûte de sa liberté, allant jusqu'à envisager de quitter la ville pour échapper à ses responsabilités. Mais un coup de téléphone le ramène à la raison...

### Épisode 12:Le Premier Jour du reste de sa vie
- États-Unis : 27 mars 2011 sur Showtime
- France :
  - 26 juin 2011 sur Paris Première[2]
  - 14 décembre 2012 sur M6
- Suisse : 7 août 2011 sur TSR1[25]
- Québec : 18 avril 2014 sur V

- États-Unis : 547 000 téléspectateurs[26] (première diffusion)
- France : 0,45 million de téléspectateurs (première diffusion)

Hank, reconnu coupable de détournement de mineur, est condamné à trois ans de prison avec sursis (et soulagement).
Chacun semble avoir finalement tiré un trait sur le passé: Karen reprend sa vie là où elle l'avait laissée avant le procès, Marcy est officiellement enceinte de Stu, Charlie vit avec une absurde nymphomane et Hank sort avec Abby, désormais libérée des règles déontologiques puisqu'elle n'est plus son avocate.
Le premier jour du reste de la vie de Hank s'ouvre donc sur la présentation officielle de sa nouvelle conquête lors d'un dîner donné dans l'immense villa de Stu. Dès son arrivée sur les lieux, la tension est palpable et le repas dégénère rapidement. Les révélations pleuvent. Les scènes grotesques se succèdent. Et l'improbable se mêle à la folie ambiante.